# Cymatopus setosus
Cymatopus setosus är en tvåvingeart som först beskrevs av Charles Howard Curran 1932.  Cymatopus setosus ingår i släktet Cymatopus och familjen styltflugor.
Artens utbredningsområde är Ecuador. Inga underarter finns listade i Catalogue of Life.